# Tom Fischer

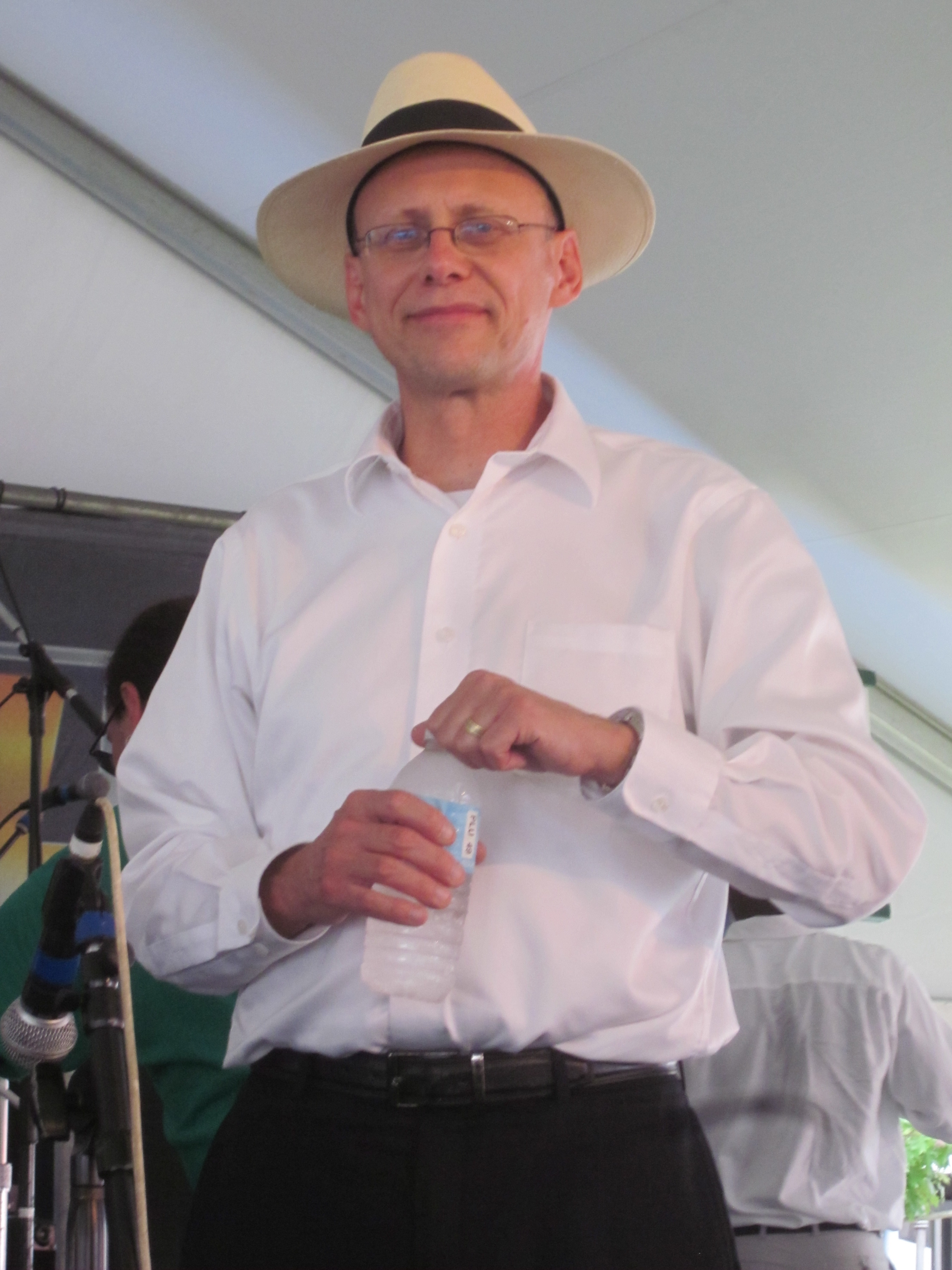
Tom Fischer

Thomas „Tom“ Fischer (* in Chicago) ist ein US-amerikanischer Klarinettist und Saxophonist des Dixieland und Traditional Jazz in New Orleans.
Fischer wuchs in Chicago auf, studierte klassische Klarinette an der Indiana University bei Bernard Portnoy und betrat die Jazz-Szene in New Orleans 1989 als Teil der Band von Banu Gibson. Er tritt regelmäßig in New Orleans (u. a. regelmäßig in Preservation Hall, New Orleans Jazz and Heritage Festival, French Quarter Festival) auf tourte regelmäßig in Europa, Asien und Australien, darunter ab 1998 regelmäßig in Japan. 1992 nahm er an einer State Department Tour mit Eddie Bayard (New Orleans Classic Jazz Orchestra) in Indien, Pakistan und dem Nahen Osten teil. Er nahm unter anderem mit Lucien Barbarin, Jack Maheu, Duke Heitger (Steamboat Stompers), Lars Edegran, Ernie Carson, Kermit Ruffins, der Sängerin Daryl Sherman, Don Vappie, Fritzel’s Jazz Band (benannt nach Fritzel’s European Jazz Pub in der Bourbon Street, wo er auch regelmäßig spielt) und Tim Laughlin auf. Mit Laughlin tourte er auch ab den 1990er Jahren in Deutschland.
Er unterrichtet Jazz-Klarinette an der University of New Orleans. Fischer spielt auch Saxophon und nahm nach Tom Lord an 61 Aufnahmesessions von 1986 bis 2010 teil.